# Archimimus pseudoturbatus
Archimimus pseudoturbatus är en tvåvingeart som beskrevs av Guilherme A.M.Lopes och Tibana 1988. Archimimus pseudoturbatus ingår i släktet Archimimus och familjen köttflugor. Inga underarter finns listade i Catalogue of Life.